# 苏木 (植物)
苏木（学名：Biancaea sappan）为豆科云实属的植物。又名櫯木、櫯枋、苏枋、苏方、苏方木、苏枋木、红紫、赤木。多分布在东南亚和中国南部一带。

## 形态
常绿小乔木，有少数小刺，叶片为二回羽状复叶。每年6月至9月开黄色花，花为5瓣、圆锥花序。红棕色木质荚果，不开裂。
- 花

## 用途
从苏木的心材中可提取苏木精和挥發油，具有杀菌、消肿、止痛的作用。《本草纲目》中称苏木可行血、破瘀。此外苏木能使心血管收缩增强，对中枢神经有催眠和麻醉作用。
此外苏木还可提取红色染料苏木素，与靛蓝、槐花等其他植物染料搭配使用时，在铁、铝、铜、铅等不同媒染剂的作用下，可变为黄、红、紫、褐、绿、枣红、深红、肉红等颜色。
除了入藥，蘇木也用作端午粽餡料。

## 延伸阅读
[在维基数据编辑]
 《欽定古今圖書集成·博物彙編·草木典·蘇方木部》，出自陈梦雷《古今圖書集成》

## 外部連結
- 蘇木 Sumu （页面存档备份，存于） 藥用植物圖像數據庫 (香港浸會大學中醫藥學院) （中文）（英文）
- 蘇木 中藥材圖像數據庫  (香港浸會大學中醫藥學院) （中文）（英文）
- 蘇木 Su Mu （页面存档备份，存于） 中藥標本數據庫 (香港浸會大學中醫藥學院) （繁體中文）（英文）
- 優┷噸酮 Euxanthone （页面存档备份，存于） 中草藥化學圖像數據庫 (香港浸會大學中醫藥學院) （中文）（英文）